# Joseph Conrad
Joseph Conrad, nascido Józef Teodor Nałęcz Korzeniowski:11-12 (Berdyczew, 3 de dezembro de 1857 – Bishopbourne, 3 de agosto de 1924) foi um escritor britânico de origem polonesa. Muitas das obras de Conrad centram-se em marinheiros e no mar.

## Biografia
Nascido Józef Teodor Konrad Korzeniowski em 3 de dezembro de 1857, em Berdychiv, na Ucrânia (então parte do Império Russo), foi filho único de Apollo Korzeniowski, um escritor, tradutor, ativista político e revolucionário aspirante, e Ewa Bobrowska. Ele foi batizado com os nomes Józef, em homenagem ao avô materno, Teodor, ao avô paterno, e Konrad, em referência aos heróis dos poemas "Dziady" e "Konrad Wallenrod" de Adam Mickiewicz. Sua família o chamava de "Konrad".
A família de Conrad pertencia à szlachta polonesa (nobreza), que possuía a maior parte das terras da região, embora a maioria dos habitantes fossem ucranianos ou judeus. A literatura polonesa, especialmente a patriótica, era muito valorizada. A Polônia tinha sido dividida entre Prússia, Áustria e Rússia em 1795, e a família Korzeniowski esteve envolvida nas tentativas de recuperar a independência polonesa. O avô de Conrad, Teodor, serviu sob o príncipe Józef Poniatowski durante a campanha russa de Napoleão e formou seu próprio esquadrão de cavalaria durante a Revolta de novembro de 1830. O pai de Conrad, Apolo, era um patriota ardente e parte da facção "Vermelha", que defendia a restauração das fronteiras pré-partição da Polônia, a reforma agrária e a abolição da servidão.
Devido às atividades políticas de Apolo, a família mudou-se frequentemente. Em 1861, mudaram-se para Varsóvia, onde Apolo foi preso e encarcerado no Pavilhão X da Cidadela de Varsóvia. Em maio de 1862, Apolo e sua família foram exilados para Vologda, ao norte de Moscou. Em janeiro de 1863, a sentença de Apolo foi comutada, e a família foi enviada para Chernihiv, na Ucrânia. A mãe de Conrad, Ewa, morreu de tuberculose em 1865.
Apolo fez o possível para educar Conrad em casa, apresentando-o à literatura polonesa, à poesia romântica e à literatura inglesa. Em 1866, Conrad foi enviado para um retiro de saúde em Kiev e, em dezembro de 1867, Apolo levou Conrad para a parte da Polônia controlada pela Áustria, onde desfrutaram de alguma liberdade. Eles se mudaram para Cracóvia em fevereiro de 1869, onde Apolo morreu poucos meses depois, deixando Conrad órfão aos onze anos.
Conrad foi colocado sob os cuidados de seu tio materno, Tadeusz Bobrowski, que se esforçou para fornecer-lhe uma educação adequada. Conrad não era um bom aluno, destacando-se apenas em geografia. Aos treze anos, ele anunciou sua intenção de se tornar marinheiro, influenciado por suas leituras de aventuras marítimas. Em 1874, aos dezesseis anos, seu tio o enviou para Marselha, França, para iniciar sua carreira na marinha mercante francesa, fornecendo-lhe um estipêndio mensal de 150 francos.
Após quase quatro anos na França e em navios franceses, Conrad ingressou na marinha mercante britânica em abril de 1878. Durante os quinze anos seguintes, ele serviu sob a Bandeira Vermelha, trabalhando em várias funções até alcançar o posto de capitão. Sua única capitania ocorreu em 1888-89, quando comandou a barca Otago de Sydney a Maurício. Em 1890, Conrad foi para o Congo Belga, experiência que inspiraria sua famosa novela "Coração das Trevas".
Em 1894, aos 36 anos, Conrad abandonou a vida no mar devido a problemas de saúde e à falta de disponibilidade de navios. Ele decidiu seguir uma carreira literária e publicou seu primeiro romance, "Almayer's Folly", em 1895, usando o pseudônimo "Joseph Conrad". "Konrad" era um de seus nomes poloneses, e sua escolha do pseudônimo também pode ter sido uma homenagem ao poema patriótico "Konrad Wallenrod" de Adam Mickiewicz.
Conrad casou-se com Jessie George em 24 de março de 1896. O casal teve dois filhos, Borys e John. A família viveu em várias casas na Inglaterra, e Conrad sofreu de frequentes problemas de saúde e depressão ao longo de sua vida. Ele continuou a escrever e publicou várias obras significativas, incluindo "Lord Jim", "Nostromo", "Victory" e "The Secret Agent".
Em 1914, durante a Primeira Guerra Mundial, Conrad e sua família visitaram a Polônia, onde ficaram em Zakopane. A visita coincidiu com a eclosão da guerra, e a família teve dificuldades para retornar à Inglaterra. Conrad usou sua influência para apoiar a causa polonesa, defendendo a restauração da independência da Polônia.
Conrad morreu em 3 de agosto de 1924 em sua casa em Bishopsbourne, Kent, Inglaterra, provavelmente de um ataque cardíaco. Ele foi enterrado no Cemitério de Canterbury sob uma versão incorreta de seu nome polonês original. Sua obra literária continua a ser altamente valorizada, destacando-se por seu estilo único e por sua exploração profunda da condição humana e dos temas de colonialismo, moralidade e o isolamento do indivíduo.

## Obras

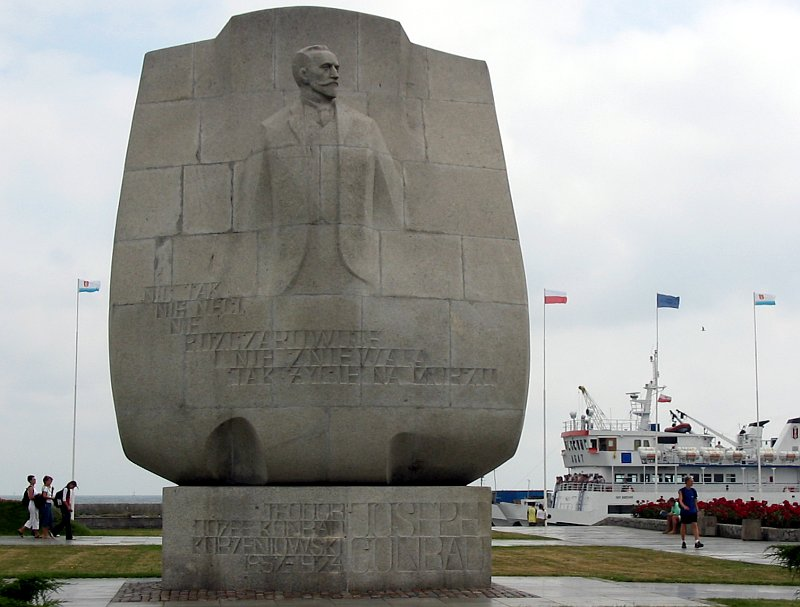
Monumento em homenagem ao escritor na cidade de Gdynia, Polônia.

### Romances
- Almayer's Folly (1895)
- An outcast of the islands (1896)
- O Negro do Narciso - no original The Nigger of the "Narcissus" (1897)
- Coração das Trevas - no original Heart of Darkness (1899)
- Lord Jim (1900)
- The Inheritors (1901)
- Typhoon and other stories (1903)
- The End of the Tether (escrito em 1902; publicado em Youth, a Narrative and Two Other Stories, 1902)
- Romance (1903)
- Nostromo (1904)
- O Agente Secreto -no original The Secret Agent (1907)
- Under Western Eyes (1911), publicado e censurado em Portugal como Alma Russa (1945)
- Chance (1913)
- Victory: an island tale (1915)
- The Nature of a Crime (1923) com Ford Madox Ford
- Linha de Sombra- no original The shadow line (1917)
- The Arrow of Gold (1919)
- The Rescue (1920)
- The Rover (1923)
- Suspense (1925)

### Histórias
- The Black Mate (1886)
- The idiots (1896)
- The lagoon (1896)
- An Outpost of Progress (1896)
- Tales of Unrest (1898)
- Youth and other stories (1902)
- The Return (1897)
- Karain (1897)
- Mocidade, no original Youth (1898)
- Falk (1901)
- Amy Foster (1901)
- To-morrow (1902)
- Gaspar Ruiz (1904-5)
- An Anarchist (1905)
- The Informer (1906)
- The Brute (1906)
- The Duel: A Military Story (1908)
- Il Conde (1908)
- The Secret Sharer (1909)
- Prince Roman (1910)
- A Smile of Fortune (1910)
- Freya of the Seven Isles (1910)
- The Partner (1911)
- The Inn of the Two Witches (1913)
- Because of the Dollars (1914)
- The Planter of Malata (1914)
- The Warrior's Soul (1915)
- The Tale (1916)

### Ensaios
- Autocracy and War (1905)
- The Mirror of the Sea (colectânea de ensaios autobiográficos publicados primeiro em várias revistas de 1904–6), 1906
- A Personal Record (também publicado como Some Reminiscences), 1912
- The First News, 1918
- The Lesson of the Collision:  A monograph upon the loss of the "RMS Empress of Ireland", 1919
- The Polish Question, 1919
- The Shock of War, 1919
- Notes on Life and Letters, 1921
- Notes on My Books, 1921
- Last Essays, editado por Richard Curle, 1926
- The Congo Diary and Other Uncollected Pieces, editado por Zdzisław Najder, 1978